# Ладыженский, Абросим Иванович
Абросим (Обросим) Иванович Ладыженский (Лодыженский) (ум. не ранее 1633) — русский государственный деятель во времена правления Бориса Годунова, Смутное время, царя Михаила Фёдоровича.

## Биография
Происходил из рода Ладыженских, сын воеводы Ивана Давыдовича Ладыженского, племянник Л. Д. Ладыженского. Впервые упоминается (1598). Упомянут на свадьбе царя Василия Шуйского (17 января 1608). За московское осадное сиденье пожалован вотчиною (1610).
Как выборный, участник Земского собора, подписал грамоту об избрании на царство Михаила Романова (1613). 
Ездил в посольство в Крым с грамотами и подарками (1613-1614). 
Воевода в Касимове (1623). Пристав при турецком после (1624). Воевода в Белгороде (1624-1625). Получил похвальную грамоту за поражение татар (30 июля 1625). Воевода в Валуйках для размена пленных (1626). Ездил за государём (1627-1628). Воевода в Великом Устюге (1629). Пожалован московским дворянином (1619-1627), стольник (1629). Был у государева стола (1627 и 1629).
Пристав у разных послов (1627, 1631, 1632 и 1633).

## Вотчины
- Пошехонский уезд, Белосельский стан.
- Пожаловано подмосковное село Знаменское-Садки, ставшее родовой вотчиной Ладыженских (1617).

## Дети
- Сын Федор Абросимович Ладыженский (ум. не ранее 1688), с 1676 думный дворянин